# Goodman & Gilman: Las bases farmacológicas de la terapéutica

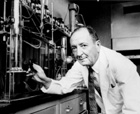
Alfred Gilman, uno de los autores del libro de texto de farmacología y padre del ganador del Premio Nobel de Medicina en 1994, Alfred G. Gilman.

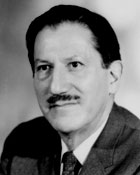
Louis S. Goodman.

Goodman & Gilman: Las bases farmacológicas de la terapéutica (en inglés Goodman & Gilman's The Pharmacological Basis of Therapeutics) es un libro de texto estadounidense de farmacología, considerado un clásico en su especialidad. Sus autores fueron los doctores Louis S. Goodman y Alfred Gilman, de la Facultad de Medicina de la Universidad de Yale. Su primera publicación fue en 1941, y para el 2017 se lanzó la decimotercera. El libro incluye todas las especialidades médicas y quirúrgicas; farmacología clínica; y estudios clínicos y farmacéuticas.
El título incluye los apellidos de los autores de las primeras ediciones, y la décima edición incluye, entre los editores, a Alfred G. Gilman, uno de los dos ganadores del Premio Nobel de Fisiología o Medicina en 1994 e hijo de Alfred Gilman.